# Sergej Schmik
Sergej Schmik (* 27. November 1989 in Olgino bei Pawlodar) ist ein deutscher ehemaliger Fußballspieler und heutiger -trainer. Seit 2020 ist er Co-Trainer des Drittligisten SC Verl.

## Karriere
Von der DJK SSG Paderborn wechselte Schmik im Jahr 2005 in die Nachwuchsabteilung des SC Paderborn 07. Ab 2009 wurde Schmik auch in die zweite Mannschaft des SCP berufen, die in der Westfalenliga spielte.
Sein erstes Spiel für das Profiteam in der zweiten Bundesliga machte der 1,79 Meter große Abwehrspieler am 5. März 2011 (25. Spieltag), als er bei der 0:5-Heimniederlage gegen Energie Cottbus in der 84. Minute für Rolf-Christel Guié-Mien eingewechselt wurde. Schmik trug die Rückennummer 28.
In der Winterpause 2012/13 wechselte Sergej Schmik vom SV Wilhelmshaven zum SV Meppen, für welchen er dann bis nach der Saison 2013/14 aktiv war. Im Sommer 2014 ging er zum KSV Hessen Kassel in die Regionalliga Südwest und verlängerte dort Anfang 2016 den Vertrag um drei Jahre bis 2019.
Im Sommer 2018 entschied er sich für einen Wechsel und ging in die Regionalliga West zum SC Verl. Während der Saison 2019/20 rückte Schmik dort im Januar 2020 als Co-Trainer in den Trainerstab unter Cheftrainer Guerino Capretti auf, nachdem der bisherige Co-Trainer Maniyel Nergiz den Verein kurzfristig verlassen hatte. Er blieb jedoch auch weiterhin als Spieler spielberechtigt. Mit der Mannschaft erreichte er am Ende der Saison den Aufstieg in die 3. Liga. Im Sommer 2021 beendete er schließlich seine Spielerkarriere und konzentrierte sich fortan auf seine Trainerrolle. Nach der Freistellung von Capretti als Cheftrainer im Februar 2022 behielt auch dessen Nachfolger Michél Kniat Schmik als Co-Trainer des Drittligisten.